# Afonso Perea Bernal
Afonso Perea Bernal (ou Afonso Pereira Bernal) (século XV/XVI – Coimbra, outubro de 1593) foi um compositor português do Renascimento.

## Biografia

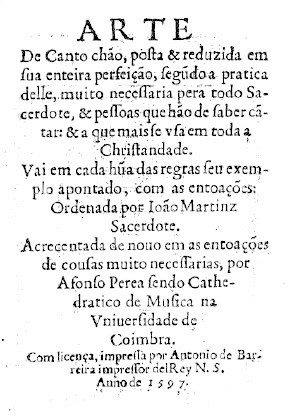
Arte de Canto Chão (1597)

É geralmente identificado como um compositor português, contudo, existe a vaga possibilidade que Afonso Perea Bernal tenha nascido em Espanha. Mais provável, segundo Ernesto Vieira é ser descendente de espanhóis radicados em Portugal.
Em 1550 traduziu para português e acrescentou uma obra do castelhano Juan Martínez, criando uma nova versão com o nome de "Arte de Canto Chão posta & reducida em sua inteira perfeição..." que teve grande circulação e várias reedições até ao século XVII. Foi lente (professor catedrático) de música na Universidade de Coimbra desde a sua nomeação em 29 de maio de 1553 e tomada de posse em 15 de julho do mesmo ano. Morreu no princípio do mês de outubro de 1593. No ano seguinte o seu cargo foi preenchido por Pedro Correia.
Da sua vida pessoal pouco se sabe exceto que teve pelo menos duas filhas que, em resposta a uma petição, foram ajudadas economicamente pelo rei D. Filipe I após a sua morte.

## Publicações
- 1550 - Arte de Canto Chão posta & reduzida em sua inteira perfeição (Coimbra: Oficina de João Barreira (?)) (tradução e ampliação de original de Juan Martínez) (com reedições em 1597, 1603, 1612, 1614 e 1625)[2]

## Obras
- Livro dos defuntos (P-Cug MM 034)
  - "Missa Pro defunctis" a 4vv (Missa do [Afonso Perea] Bernal «A compassinho»)[3]